# Gizo Mamageishvili
Gizo Mamageishvili (en géorgien : ალექსანდრე კალანდაძე), né le 15 janvier 2003 en Géorgie, est un footballeur géorgien. Il évolue au poste d'ailier droit au FC Iberia 1999.

## Biographie

### En club
Né en Géorgie, Gizo Mamageishvili est formé par le FC Iberia 1999, alors appelé FC Saburtalo. Il commence sa carrière avec ce club, jouant son premier match pour le club le 10 décembre 2020, lors d'une rencontre de championnat face au FC Samtredia. Il entre en jeu et son équipe l'emporte par deux buts à un. 
Mamageishvili inscrit son premier but en professionnel le 18 mars 2023, également face au FC Samtredia, en championnat. Il est titularisé lors de cette rencontre où les deux équipes se neutralisent (3-3 score final). 
Il est sacré champion de Géorgie en 2024.

### En sélection
Gizo Mamageishvili représente l'équipe de Géorgie des moins de 17 ans pour un total de quatorze matchs joués et deux buts marqués, tous entre 2019 et 2020.
Gizo Mamageishvili joue son premier match avec l'équipe de Géorgie espoirs le 26 mars 2023, lors d'un match amical face à la Lettonie. Il entre en jeu et son équipe l'emporte par un but à zéro.

## Vie privée
Gizo Mamageishvili est le frère jumeau d'Otar Mamageishvili, lui aussi footballeur professionnel formé au FC Iberia 1999.

## Palmarès
FC Iberia 1999
- Champion de Géorgie (1) :
  - Champion : 2024.